# Luigi Cortesi
Luigi Cortesi (Bergamo, 31 gennaio 1929 – Roma, 2 settembre 2009) è stato uno storico, politologo e saggista italiano, che si è occupato della storia del socialismo, del comunismo e del movimento operaio, con particolare riferimento alla nascita del Partito Socialista Italiano e del Partito Comunista Italiano. Oltre all'impegno di storico, Cortesi è stato molto attivo nei movimenti per la pace e per l'ecologia, producendo anche importanti riflessioni sulle prospettive della società contemporanea.

## Biografia
Luigi Cortesi partecipa giovanissimo alla Resistenza negli ultimi mesi prima della Liberazione. Nel dopo-guerra, inizia il suo itinerario di studioso del movimento operaio e di militante, anche se poco ortodosso, del Partito Comunista Italiano. A Milano collabora con altri storici quali Franco Della Peruta, Stefano Merli e Giuliano Procacci presso l'Istituto Giangiacomo Feltrinelli, diventandone anche direttore della Biblioteca. Successivamente, diventa anche direttore della Rivista storica del socialismo. Nel 1988 ha fondato e ha diretto la rivista Giano. Pace ambiente problemi globali. È stato professore ordinario di Storia contemporanea all'Istituto Universitario Orientale di Napoli.
Il suo ultimo libro, cui ha lavorato fino alla fine dei suoi giorni, è Storia del comunismo. Da Utopia al termidoro sovietico, un lavoro che "giunge al culmine di una esperienza umana e intellettuale in cui il marxismo è stato, al contempo, oggetto di riflessione teorica e motore dell’agire politico".

## Opere principali
- La costituzione del Partito socialista italiano, Milano, Edizioni Avanti!, 1961, pp. 314 (2ª ed. 1962).
- Il socialismo italiano tra riforme e rivoluzione. Dibattiti congressuali del Psi 1892/1921, Bari, Editori Laterza, 1969, pp. 973.
- La rivoluzione leninista, Bari, De Donato, 1970, pp. 148.
- Ivanoe Bonomi e la socialdemocrazia italiana. Profilo biografico, Salerno, Libreria Internazionale Editrice, 1971, pp. 147.
- Le origini del Partito Comunista Italiano. Il PSI dalla guerra di Libia alla scissione di Livorno, Editori Laterza, 1972, pp. 466 (2ª ed. Le origini del PCI. Studi e interventi sulla storia del comunismo in Italia, Milano, Franco Angeli, 1999, pp. 439.)
- Mussolini e il fascismo alla vigilia del crollo. Il testo integrale inedito del discorso del bagnasciuga (24 giugno 1943), Quaderni di Cooperazione e società, Roma, Editrice cooperativa, 1975, pp. 40.
- Storia e catastrofe. Considerazioni sul rischio nucleare, Napoli, Liguori, 1984, pp. 272 (2ª ed. Storia e catastrofe. Sul sistema globale di sterminio. Prefazione di Edoarda Masi, Roma, ManifestoLibri, 2004, pp. 375).
- Le armi della critica. Guerra e rivoluzione pacifista, Napoli, CUEN, 1991, pp. 223.
- Le ragioni del comunismo. Scritti e interventi per la Rifondazione. Prefazione di Armando Cossutta, Milano, Teti Editore, 1991, pp. 142.
- Il comunismo inedito. Lenin e il problema dello Stato, Milano, Edizioni Punto Rosso, 1995, pp. 83.
- Una crisi di civiltà. Cronache di fine secolo. Dal "socialismo reale" alla guerra in Jugoslavia, Napoli, Edizioni Scientifiche Italiane, 1999, pp. 176.
- La Cultura storica e la sfida dei rischi globali, "Giano. Pace ambiente problemi globali", supplemento al n. 40 (gennaio-aprile 2002), Roma, Odradek, 2002, pp. 44.
- Nascita di una democrazia. Guerra, fascismo, resistenza e oltre, Roma, Manifestolibri, 2004, pp. 510.
- L'umanità al bivio. Il pianeta a rischio e l'avvenire dell'uomo, Roma, Odradek, 2006, pp. 173.
- Storia del comunismo. Da Utopia al termidoro sovietico, Roma, Manifestolibri, 2010, pp. 816, ISBN 9788872855799.

## Curatele
- Turati giovane. Scapigliatura, positivismo, marxismo, a cura di Luigi Cortesi, Milano, Edizioni Avanti!, 1962, pp. 3440
- La Campania dal fascismo alla Repubblica: società, politica, cultura (a cura di, con Giovanna Percopo, Sergio Riccio, Patrizia Salvetti), Voll. 2, Napoli, ESI, 1977.
- Guerra e Pace nel mondo contemporaneo (a cura di), Napoli, IUO, Dipartimento di Filosofia e Politica, Quaderno 1, 1985, pp. 341.
- Democrazia, rischio nucleare, movimenti per la pace (a cura di), Napoli, Quaderni del dipartimento di Filosofia e Politica dell'Istituto Universitario Orientale, Liguori Editore, 1989, pp. 355.
- Aa. Vv. Amadeo Bordiga nella storia del comunismo (a cura di), Edizioni Scientifiche Italiane, 1999
- 1945: Hiroshima in Italia. Testimonianze di scienziati e intellettuali (a cura di), Napoli, I Quaderni di Giano (IV), CUEN, 1995, pp. 91.
- Il socialismo e la storia. Studi per Stefano Merli (a cura di, con Andrea Panaccione), FrancoAngeli, Milano, 1998, pp. 335.
- Sebastiano Timpanaro, Il Verde e il Rosso. Scritti militanti, 1966-2000 (a cura di), Roma Azimuth, Odradek, 2001, pp. 254.